# Une paix impossible
Ne doit pas être confondu avec Apocalypse, la paix impossible 1918-1926.
Une paix impossible (Impossible Peace) est une série documentaire d'origine australienne en huit épisodes de 50 minutes. Elle retrace la période de l'entre-deux-guerres en analysant, à l'aide d'images d'archives et d'historiens, les raisons pour lesquelles la Seconde Guerre mondiale a éclaté. 
Elle fut initialement diffusée en 2017 et 2018 sur la chaîne Histoire. La série est réalisée par Michael Tear, Michael Cove, Serge Ou, Janette Barrett et narrée par Rod Mullinar.

## Résumé
Alors que la Première Guerre mondiale, qui a coûté la vie à des millions de gens et renversé des régimes politiques, est achevée, les vainqueurs du traité de Versailles vont involontairement préparer le prochain conflit mondial. Une paix impossible, accompagnée d'images d'archives et avec le concours d'historiens et d'experts, montre en huit épisodes les vingt années qui ont invariablement conduit à la Deuxième Guerre mondiale. Chaque épisode explore la montée des régimes idéologiques totalitaires, nationalistes et autoritaires dans le monde, des réarmements toujours plus importants et généralisés de tous les pays, des crises économiques et sociales qui les frappent, de la politique expansionniste de l'empire du Japon, du conflit italo-éthiopien, de la guerre civile espagnole, de la vie en URSS, ainsi que de l'incapacité des membres de la Société des Nations à garantir la paix. La SDN s’avère en fin de compte impuissante, par crainte de participer à une nouvelle guerre mondiale.

## Épisodes
- 1 : 1919-1921 : dans le giron des dieux
- 2 : 1922-1925 : reconstruction et paix vacillante
- 3 : 1925-1929 : entre tumulte et optimisme
- 4 : 1929-1931 : la furie du volcan
- 5 : 1932-1933 : je vais bien
- 6 : 1933-1936 : les germes de la barbarie
- 7 : 1936-1938 : le jour où l'Histoire s'arrêta
- 8 : 1938-1939 : la fin d'une paix

## Fiche technique
- Titre original : Impossible Peace
- Titre français : Une paix impossible
- Réalisation : Michael Cove
- Scénario : Michael Cove
- Musique : Audio Network
- Photographie : Charles Pit
- Son : Julia Slater
- Montage : Chris Button, Mike Kenneally, Cameron Kirby, Robert Perry et Jim Wilks
- Production : Jane Barrett, Serge Ou, et Michael Tear
- Production : Wildbear Entertainment
- Genre : Documentaire historique
- Distributeur(s) : DRG
- Date de sortie : du 4 avril 2017 au 23 mai 2017
- Durée de diffusion : 50 minutes (par épisode)
- Pays : Australie
- Langue : Anglais
- Classement : +13

## Autour de la série
- Une paix impossible, qui est un préquel à la série WWII : The Price of Empire sortie en 2015, a été étudiée à l'Université de Leicester au moment de son lancement en 2017. Des débats ont été organisés, notamment avec quatre professeurs universitaires, sur des questions qui tournaient autour du réarmement, de l'économie et de la politique internationale durant l'entre-deux-guerres[2].

- Chaque écran d'ouverture, générique ou de passage de citation a un logo de style Art déco pour cadrer avec l'ambiance de l'époque en plus de la musique qui accompagne les images diffusées et les commentaires audio.